# Hélène Huart
Hélène Huart (née le 19 juin 1965 à Figeac) est une athlète française, spécialiste du 400 mètres haies. 

## Biographie
Elle remporte trois titres de championne de France du 400 m haies, en 1985, 1987 et 1988.
Elle se classe septième du relais 4 x 400 m lors des championnats du monde d'athlétisme 1987, en compagnie de Nathalie Simon, Nadine Debois et Fabienne Ficher. 
Elle remporte le titre du 400 m haies lors des Jeux de la Francophonie de 1989.

### Palmarès
- Championnats de France d'athlétisme :
  - 3 fois vainqueur du 400 m haies en 1985, 1987 et 1988.

### Records
| Épreuve     | Performance | Lieu | Date |
| ----------- | ----------- | ---- | ---- |
| 400 m haies | 55 s 55     |      | 1987 |